# 路孤
路孤（?—?），晋朝铁弗匈奴人，刘虎的堂弟，住在新兴郡虑虒之北。刘猛在271年，叛离西晋，被晋军杀死。刘猛的弟弟诰升爰代领铁弗部落。318年，诰升爰的儿子刘虎从朔方侵犯拓跋郁律。七月，拓跋郁律攻败刘虎，刘虎率少部分人逃到塞外，路孤则率剩下的部落投降拓跋郁律。